# Santa Maria kommun, Chile
Santa Maria är en kommun i Chile.   Den ligger i provinsen Provincia de San Felipe och regionen Región de Valparaíso, i den södra delen av landet, 90 km norr om huvudstaden Santiago de Chile.
Omgivningarna runt Santa Maria är i huvudsak ett öppet busklandskap. Runt Santa Maria är det ganska glesbefolkat, med 38 invånare per kvadratkilometer.